# Добринка (приток Соти)
Добринка — река в европейской части России, протекает по лесу по Грязовецкому району Вологодской области и Пошехонскому району Ярославской области. Исток находится в урочище Иванцево. Устье реки находится в 46 км по левому берегу реки Соть (бассейн Сухоны) от её устья. Длина реки — 10 км. В среднем течении на левом берегу расположена деревня Крутово.

## Данные водного реестра
По данным государственного водного реестра России относится к Двинско-Печорскому бассейновому округу, водохозяйственный участок реки — (Малая) Северная Двина от начала реки до впадения р. Вычегда без рр. Юг и Сухона (от истока до Кубенского г/у), речной подбассейн реки — Малая Северная Двина. Речной бассейн реки — Северная Двина.
Код объекта в государственном водном реестре — 3020100312103000006813.